# 市民公園站
市民公園站（：／ Simin-gongwon yeok */?）副站名文化創作地帶（문화창작지대），是仁川地鐵2號線沿線的一座地下車站，位於韓國仁川廣域市彌鄒忽區朱安洞。站名源自附近原為仁川市民會館舊址的市民公園。

## 車站結構
站體為2面2線側式月台的地下車站，候車月台設有月台幕門，並有2處出口。

### 月台配置
| 朱安 ↑     |
| \| 上      |
| ↓ 石岩市場 |

| 月台 | 路線               | 目的地                                             |
| ---- | ------------------ | -------------------------------------------------- |
| 上行 | ●仁川都市铁道2号线 | 朱安、石南、西區廳、亞運會賽場、黔岩、黔丹梧柳方向 |
| 下行 | ●仁川都市铁道2号线 | 南洞區廳、仁川大公園、雲宴方向                     |

## 歷史
- 2016年7月30日：落成啟用[1]。

## 車站周邊
- 市民公園（原仁川市民會館）
- 文創特區
- 朱安市場
- 朱安1洞教堂
- 朱安地下商街
- 朱安初等學校

## 相鄰車站
仁川交通公社
●仁川都市铁道2号线
朱安（I218）－市民公園（I219）－石岩市場（I220）